# Manchester-by-the-Sea
Manchester-by-the-Sea es un pueblo ubicado en el condado de Essex en el estado estadounidense de Massachusetts. En el Censo de 2010 tenía una población de 5.136 habitantes y una densidad poblacional de 108,58 personas por km².

## Geografía
Manchester-by-the-Sea se encuentra ubicado en las coordenadas 42°33′44″N 70°45′37″O / 42.56222, -70.76028. Según la Oficina del Censo de los Estados Unidos, Manchester-by-the-Sea tiene una superficie total de 47,3 km², de la cual 23,9 km² corresponden a tierra firme y (49,47%) 23,4 km² es agua.

## Demografía
Según el censo de 2010, había 5.136 personas residiendo en Manchester-by-the-Sea. La densidad de población era de 108,58 hab./km². De los 5.136 habitantes, Manchester-by-the-Sea estaba compuesto por el 97,61% blancos, el 0,14% eran negros, el 0,21% eran amerindios, el 0.86% eran asiáticos, el 0% eran isleños del Pacífico, el 0,1% eran de otras razas y el 1,09% pertenecían a dos o más razas. Del total de la población el 1,48% eran hispanos de cualquier raza.